# Qagantokay

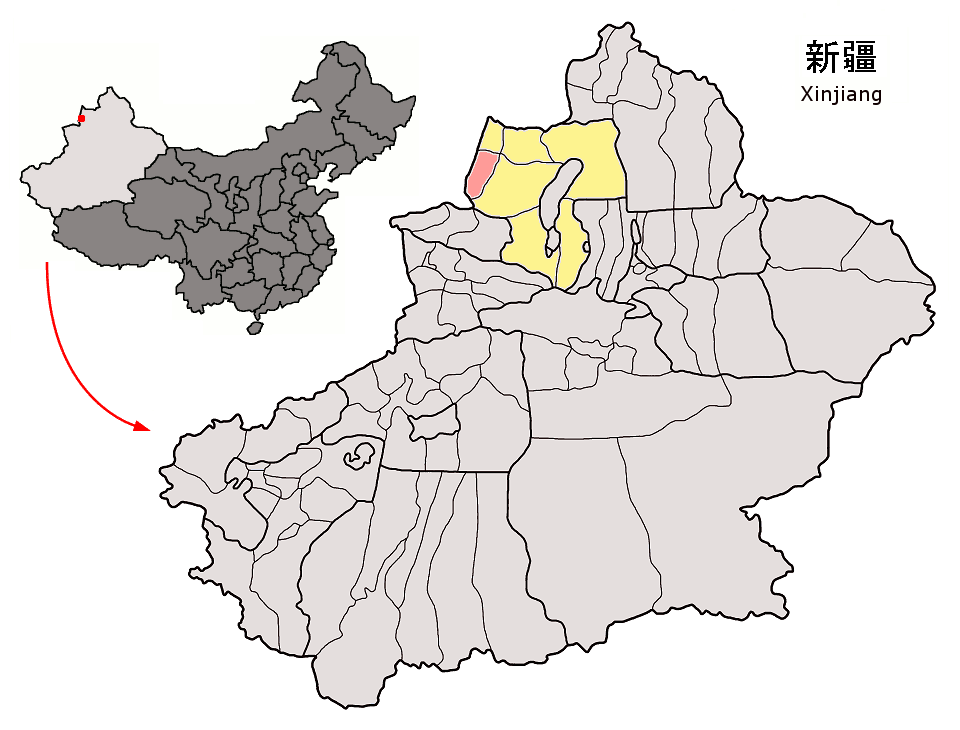
Lage des Kreises Qagantokay bzw. Yumin (rosa) im Regierungsbezirk Tacheng (gelb)

Der Kreis Qagantokay bzw. Yumin (chinesisch 裕民县, Pinyin Yùmín Xiàn, uigurisch چاغانتوقاي ناھىيىسى Qaƣantoⱪay Naⱨiyisi, kasachisch شاعانتوعاي اۋدانى Şağantoğay Awdanı) ist ein Kreis des Regierungsbezirks Tacheng, der zum Kasachischen Autonomen Bezirk Ili im Uigurischen Autonomen Gebiet Xinjiang der Volksrepublik China gehört. Die Fläche beträgt 6.107 Quadratkilometer und die Einwohnerzahl 51.919 (Stand: Zensus 2010). Sein Hauptort ist die Großgemeinde Karabura (哈拉布拉镇).